# Lucas Vos
Lucas Bart Vos (Huizen, 8 augustus 1967) is een Nederlands politicus. Namens de Volkspartij voor Vrijheid en Democratie (VVD) was hij van 18 januari 2022 tot en met 12 juni 2023 lid van de Eerste Kamer der Staten-Generaal.

## Levensloop
Vos studeerde economie aan de Rijksuniversiteit Groningen. Daarna was hij werkzaam in het bedrijfsleven. Hij was van 2014 tot 2019 voorzitter van de raad van bestuur van Royal FloraHolland. Sinds 2019 is hij voorzitter van de raad van bestuur van de rederij Stolt Tankers. Stolt Tankers is een onderdeel van Stolt-Nielsen.
Bij de verkiezingen voor de Eerste Kamer in 2019 stond Vos op de vijftiende plaats van de kandidatenlijst van de VVD, wat niet voldoende was om direct gekozen te worden. Op 18 januari 2022 werd hij geïnstalleerd als lid van de Eerste Kamer in de vacature die ontstaan was door de toetreding van Micky Adriaansens tot het kabinet-Rutte IV. Hij zou lid blijven tot het einde van de zittingsperiode in juni 2023.
Vos was voorzitter van de raad van toezicht van Coster Diamonds (2018-2020). Hij is lid van de raad van toezicht van de rederij Wagenborg (sinds 2019) en van de stichting Aidsfonds (ook sinds 2019).